# Grand prix Seumas-McNally
Le grand prix Seumas-McNally est la principale récompense décernée lors de l'Independent Games Festival (IGF), un événement annuel qui a lieu lors de la Game Developers Conference, l'un des plus grands rassemblements de l'industrie du jeu vidéo indépendant. Le prix vaut au développeur ou studio lauréat une somme de 30 000 dollars américains.
Le prix porte le nom du programmeur de jeux informatiques Seumas McNally (1979-2000), fondateur de la société indépendante de développement de jeux Longbow Digital Arts. McNally est en effet décédé d'un lymphome de Hodgkin peu de temps après avoir reçu le prix, alors "IGF Grand Prize", en 2000 pour son jeu Tread Marks.

## Image publique

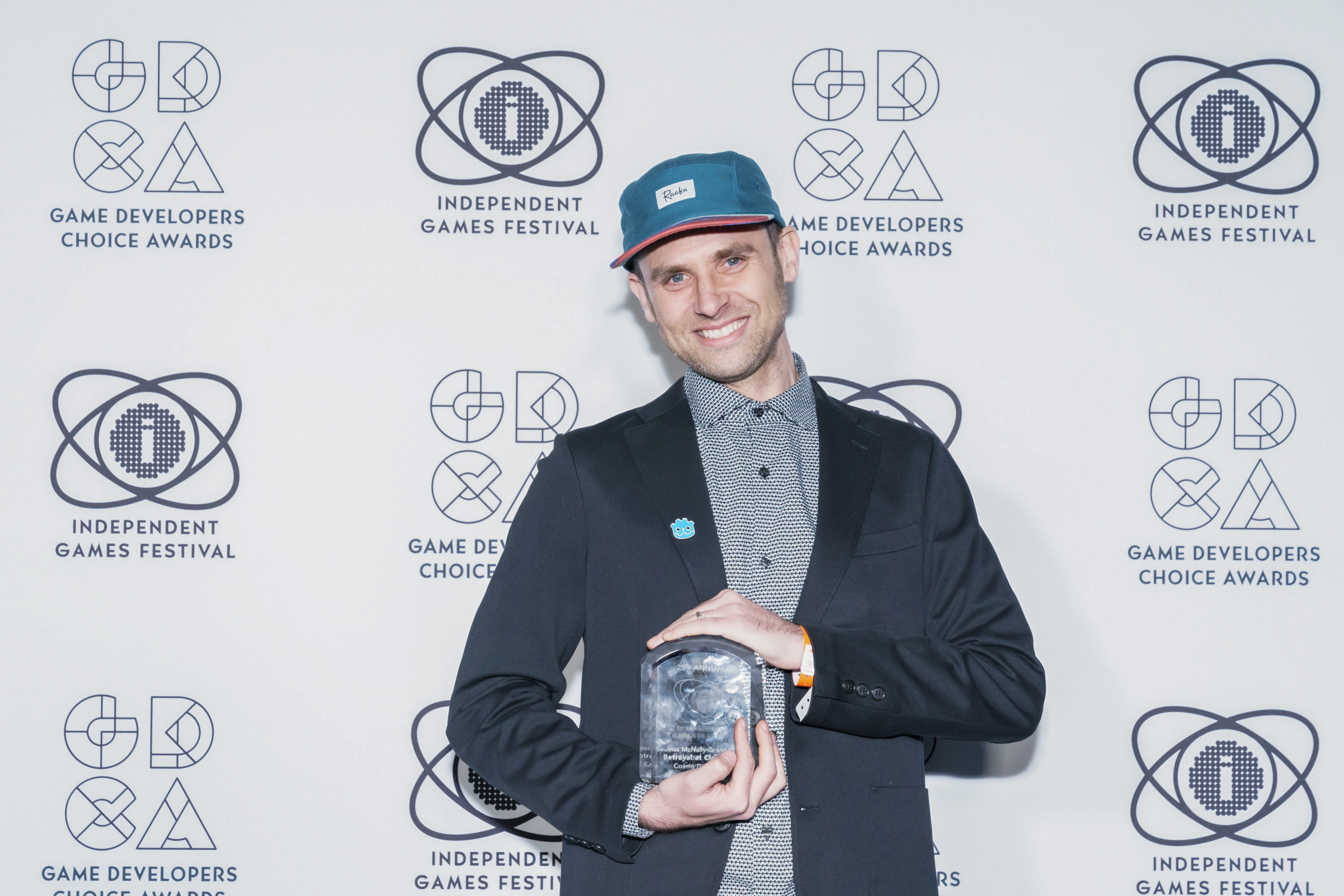
Le développeur Cosmo D en mars 2023 avec le trophée du grand prix Seumas-McNally reçu pour Betrayal at Club Low.

La remise du grand prix Seumas-McNally lors de l'Independent Games Festival, qui se produit en parallèle de la Game Developers Conference, permet de profiter de l'un des plus grands rassemblements de l'industrie du jeu vidéo indépendant.
La notoriété du prix est importante et peut avoir une grande influence sur le succès commercial des jeux lauréats. En 2023 notamment, la victoire de Betrayal at Club Low dans la catégorie-reine est vue comme une surprise autant qu'une mise en lumière d'utilité publique : un journaliste estime ainsi qu'en distinguant ce jeu face à des concurrents plus notoires, ces récompenses « permettent […] à la fois au studio d’être reconnu, et aux joueurs de découvrir un (probable) très bon titre qui s’était perdu dans le tsunami des sorties annuelles ».

## Records
Fire and Darkness est le premier récipiendaire du prix lors de l'édition 1999 . Le prix est séparé en deux pour les événements du Festival des jeux indépendants de 2004 et 2005,, mais est de nouveau fusionné en un seul prix en 2006. À partir de 2011, une liste de « mentions honorables », composée de jeux non finalistes, est introduite.
Gish et Seed sont les seuls jeux à devenir finalistes dans plusieurs éditions de l'événement. De plus, Gish est le seul finaliste à remporter le prix lors d'une édition ultérieure du festival,,,. FTL : Faster Than Light a été le premier jeu à avoir été à la fois une mention honorable et un finaliste, obtenant la première en 2012 et la seconde en 2013. The Stanley Parable réalise le même exploit, devenant une mention honorable en 2013 et un finaliste en 2014,,. Les jeux n'ont pas besoin d'être publiés pour se qualifier pour le prix, c'est notamment le cas de Fez en 2012, alors qu'il est encore en cours de certification préalable à la sortie. Certains développeurs ont remporté le prix à deux reprises, en solo ou au sein d'une équipe plus importante : Alec Holowka pour Aquaria (2007) et Night in the Woods (2018), et Lucas Pope pour Papers, Please (2014) et Return of the Obra Dinn (2019).
Un seul jeu a remporté à la fois le Grand Prix de l'IGF et celui de la GDC, Inscryption, lors de la cérémonie de remise des prix de mars 2022. À l'IGF, il est également lauréat dans les catégories d'excellence en design, d'excellence narrative, et d'excellente auditive.

## Historique
| Année | Vainqueur                      | Développeur             | Finalistes | Mentions honorables | Ref.   |
| ----- | ------------------------------ | ----------------------- | --- | --- | ------ |
| 1999  | Fire and Darkness              | Singularity Software    | - Acidia - Boobies - BFRIS Zero-Gravity Fighter Combat - Crime Cities - EverNight - Flagship: Champion - Food Chain - Journey Into The Brain - Mind Rover - Resurrection - Seed - Sleights - Terminus - V.D. | NC | [ 3 ]  |
| 2000  | Tread Marks                    | Longbow Games           | - Blix - Hardwood Hearts - King of Dragon Pass - Moonshine Runners - Quaternion - The Rift (Far Gate) - Rogue Wars - Seed                                                                                    | NC | [ 8 ]  |
| 2001  | Shattered Galaxy               | Nexon                   | - Archmage: Stabat Mater - Chase Ace 2 - Hardwood Spades - Hostile Space - IronSquad - SabreWing - Strifeshadow - Takeda - Virtual U                                                                         | NC | [ 14 ] |
| 2002  | Bad Milk                       | Dreaming Media          | - Ace of Angels - Banja Taiyo - Championship Euchre - The Egg Files - Insaniquarium - Kung-Fu Chess - Pencil Whipped - Static - World Dance                                                                  | NC | [ 15 ] |
| 2003  | Wild Earth                     | Super X Studios         | - BaseGolf - Furcadia - Mr. Bigshot - Pontifex II - Reiner Knizia's Samurai - Strange Adventures in Infinite Space - Teenage Lawnmower - Terraformers - Word Ninja                                           | NC | [ 16 ] |
| 2004  | Savage: The Battle for Newerth | S2 Games                | - acmi {{park}} - Anito: Defend a Land Enraged - Bontago - Facade - Fashion Cents - Fuzzee Teevee - Spartan - Starshatter - Take Command: 1861 The Civil War                                                 | NC | [ 4 ]  |
| 2004  | Oasis                          | Mind Control Software   | - AlphaQUEUE - Beesly's Buzzwords - Billiard Boxing - Chomp! Chomp! Safari - Dr. Blob's Organism - Dungeon Scroll - Gish - Space Station Manager - Yohoho! Puzzle Pirates                                    | NC | [ 4 ]  |
| 2005  | Gish                           | Chronic Logic           | - Alien Hominid - Dark Horizons Lore - Hyperbol - Kisses - Legion Arena - Protöthea - Steer Madness - Supremacy: Four Paths To Power - War! Age of Imperialism                                               | NC | [ 5 ]  |
| 2005  | Wik and the Fable of Souls     | Reflexive Entertainment | - Creatrix - Detective Brand Golf - Global Defense Network - Lux - N - Revolved - RocketBowl - Star Chamber - Weird Worlds: Return to Infinite Space                                                         | NC | [ 5 ]  |
| 2006  | Darwinia                       | Introversion Software   | - Dofus - Professor Fizzwizzle - Weird Worlds: Return To Infinite Space - Wildlife Tycoon: Venture Africa | NC | [ 6 ]  |
| 2007  | Aquaria                        | Bit Blot                | - Armadillo Run - Bang! Howdy - Everyday Shooter - Roboblitz | NC | [ 17 ] |
| 2008  | Crayon Physics                 | Kloonigames             | - Audiosurf - Hammerfall - Noitu Love 2: Devolution - World of Goo | NC | [ 18 ] |
| 2009  | Blueberry Garden               | Erik Svedang            | - CarneyVale: Showtime - Dyson - Night Game - Osmos | NC | [ 19 ] |
| 2010  | Monaco                         | Pocketwatch Games       | - Joe Danger - Rocketbirds: Hardboiled Chicken - Super Meat Boy - Trauma | NC | [ 20 ] |
| 2011  | Minecraft                      | Mojang                  | - Amnesia: The Dark Descent - Desktop Dungeons - Nidhogg - SpyParty | - Neptune's Pride - Super Crate Box - Recettear: An Item Shop's Tale - Bit.Trip Runner - Retro City Rampage                                                       | [ 7 ]  |
| 2012  | Fez                            | Polytron                | - Dear Esther - Frozen Synapse - Johann Sebastian Joust - Spelunky | - Antichamber - FTL: Faster Than Light - Proteus - SpaceChem - Where is my Heart?                                                                                 | [ 9 ]  |
| 2013  | Cart Life                      | Richard Hofmeier        | - FTL: Faster Than Light - Hotline Miami - Kentucky Route Zero - Little Inferno | - Gone Home - Starseed Pilgrim - Super Hexagon - The Stanley Parable - Thirty Flights of Loving                                                                   | [ 10 ] |
| 2014  | Papers, Please                 | Lucas Pope              | - Device 6 - Dominique Pamplemousse in "It's All Over Once the Fat Lady Sings!" - Don't Starve - Jazzpunk - The Stanley Parable                                                                              | - 868-HACK - Crypt of the NecroDancer - Kerbal Space Program - The Yawhg - TowerFall Ascension                                                                    | ,      |
| 2015  | Outer Wilds                    | Team Outer Wilds        | - 80 Days - Invisible, Inc. - Metamorphabet - The Talos Principle - This War of Mine | - Donut County - Endless Legend - Killer Queen - Shovel Knight - The Sailor's Dream - The Vanishing of Ethan Carter                                               | [ 22 ] |
| 2016  | Her Story                      | Sam Barlow              | - Darkest Dungeon - Keep Talking and Nobody Explodes - Mini Metro - Superhot - Undertale | - Affordable Space Adventures - Cibele - Oxenfree - Panoramical - Soft Body - That Dragon, Cancer - The Beginner's Guide - Twelve Minutes                         | [ 23 ] |
| 2017  | Quadrilateral Cowboy           | Blendo Games            | - Inside - Stardew Valley - Event[0] - Hyper Light Drifter - Overcooked | - 1979 Revolution: Black Friday - Orwell - Imbroglio - Virginia - Duskers - Oiκοςpiel, Book I                                                                     | ,      |
| 2018  | Night in the Woods             | Infinite Fall           | - Getting Over It with Bennett Foddy - West of Loathing - Into the Breach - Heat Signature - Baba Is You | - Tacoma - Rain World - Dream Daddy: A Dad Dating Simulator - Cosmic Top Secret - Hollow Knight - Cuphead - Everything Is Going to Be OK                          | ,      |
| 2019  | Return of the Obra Dinn        | Lucas Pope              | - Minit - Opus Magnum - Noita - Hypnospace Outlaw - Do Not Feed the Monkeys | - Beat Saber - Iconoclasts - Mirror Drop - Moss - Subnautica - Wandersong - Virtual Virtual Reality - Unavowed                                                    | ,      |
| 2020  | A Short Hike                   | adamgryu                | - Eliza - Untitled Goose Game - Mutazione - Slay the Spire - Anodyne 2: Return to Dust | - Katana Zero - Lonely Mountains: Downhill - Song of Bloom - Wide Ocean, Big Jacket - Astrologaster - Heaven's Vault                                              | ,      |
| 2021  | Umurangi Generation            | Origame Digital         | - Chicory: A Colorful Tale - Genesis Noir - Paradise Killer - Spiritfarer - Teardown | - A Monster's Expedition (Through Puzzling Exhibitions) - Blaseball - Bugsnax - Carto - Disc Room - Nuts - Omori - Spelunky 2 - There Is No Game: Wrong Dimension | [ 32 ] |
| 2022  | Inscryption                    | Daniel Mullins Games    | - Cruelty Squad - The Eternal Cylinder - Loop Hero - Unpacking - Unsighted | - Dodgeball Academia - Fuzz Dungeon - Norco - Overboard! - Satumalia - Toem - Webbed                                                                              | ,      |
| 2023  | Betrayal at Club Low           | Cosmo D Studios         | - The Case of the Golden Idol - Immortality - Neon White - Not For Broadcast - Tunic | - Citizen Sleeper - Hardspace: Shipbreaker - Roadwarden - RPG Time: The Legend of Wright - Terra Nil - Tinykin                                                    | ,      |
| 2024  | Venba                          | Visai Games             | - 1000xResist - A Highland Song - Anthology of the Killer - Cocoon - Mediterranea Inferno | - Chants of Sennaar - Final Profit: A Shop RPG - Goodbye Volcano High - In Stars and Time - Rhythm Doctor - Tchia - The Cosmic Wheel Sisterhood                   | ,      |
| 2025  | Consume Me                     | Jenny Jiao Hsia         | - Caves of Qud - Despelote - Indika - Thank Goodness You're Here! - UFO 50 | - Animal Well - Balatro - Blue Prince - Mouthwashing - Nine Sols - Tactical Breach Wizards                                                                        | ,      |